# Llanybri
Llanybri est un village rural de fermiers situé sur la péninsule entre les estuaires de la rivière Towy et la rivière Taf (réputées pour la pêche au saumon et d'autres poissons migrateurs), dans le Carmarthenshire, au sud-ouest du Pays de Galles.

## Description et histoire

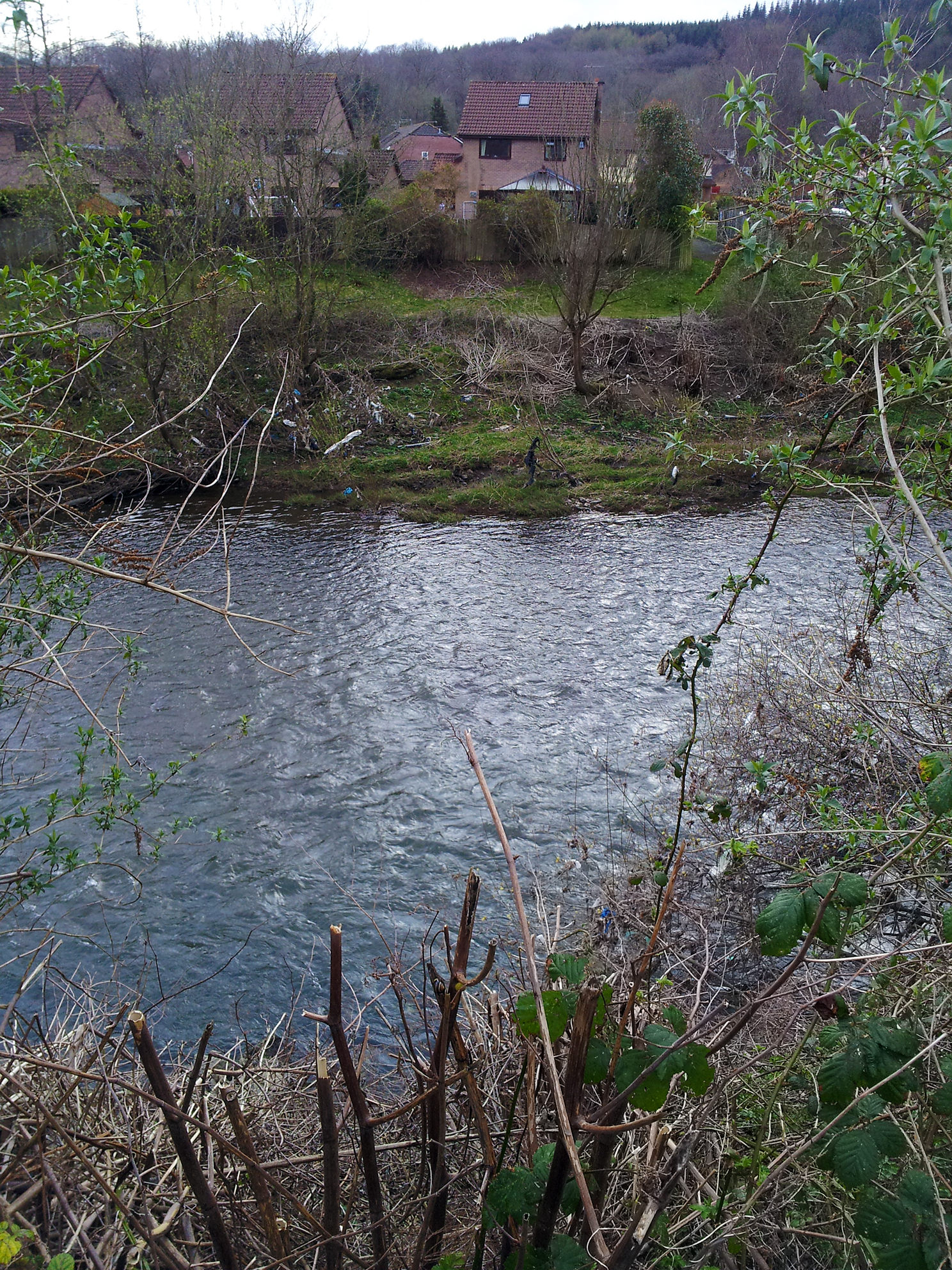
La Taf river à Taff'sWell.

Llanybri était un manoir domanial des Lords de Llansteffan et Penrhyn et semble être très tôt une agglomération autour d'un espace ouvert, adjacent à une chapelle dédiée à sainte Marie, établie comme ‘Morabrichurch’, au moins au XIVe siècle et fut, au XVIe siècle, appelée ‘Marbell Church’.
Un espace commun se trouve dans le village et pourrait avoir des origines médiévales.
À Pendegy Mill, à environ 700 m à l'ouest du village, se tient le site du ‘Moulin médiéval Mundegy ’.
Rees (1932) décrit Llanybri comme un bourg. Quoique le terme soit inapproprié, l'agglomération se trouve quand même à l'intersection de sept voies de communication.